# Hans Höglund
Hans Yngve "Honta" Höglund, född 23 juli 1952 i Mölndals församling, Göteborgs och Bohus län, död 4 oktober 2012 i Sätila församling, Västra Götalands län, var en svensk friidrottare. 
Höglund tog ett flertal svenska mästerskap i kulstötning under 1970-talet och håller än idag det svenska rekordet i grenen.

## Karriär
"Honta" upptäcktes i samband med en skoltävling 1964 och började träna friidrott. Han kom snabbt fram som ett löfte i kastgrenarna och kula blev favoritgrenen. Efter sin niondeplats vid Junior-EM 1970 lockades han över till USA och University of Texas där han kombinerade studier med friidrott.
Under de fem åren i USA tog han sammanlagt 5 guld vid universitetsmästerskapen, 2 utomhus- och 3 inomhus. Sedan 1970-talet har för övrigt en stor mängd svenskar valt att kombinera studier/idrott vid amerikanska universitet.
Sitt första svenska rekord tog Honta i maj 1973 när han noterade 20,05 – en cm över Ricky Bruchs tidigare rekord. Därefter förbättrades rekordet successivt av både Bruch och Honta tills Honta i juni 1975 slog till med en stöt på 21,33, ett resultat som fortfarande gäller som svenskt rekord och som även placerade Honta som världsetta 1975.
Vid olympiska sommarspelen i Montréal 1976 stötte han, i finalen, 20,15 meter i sin första stöt. Detta blev hans längsta stöt och det räckte till en slutlig 8:e plats.
Efter flera framgångsrika år tappade Honta motivationen i slutet av säsongen 1978. Han trappade ned från sin elitsatsning vid 26 års ålder, men fortsatte stöta i mindre sammanhang en bit in på 1980-talet. På senare år var han verksam som jordbrukare på en gård i Sätila, strax utanför Göteborg.

## Meriter
- Junior-EM 1970 - 9:e plats
- 5 gånger NCAA Champion (Inomhus 73, 74, 75; utomhus 73, 75)
- EM 1974 - utslagen i kvalet (matförgiftad strax innan tävlingen)
- OS 1976 - 8:e plats
- SM 3 guld (74-76), 2 silver, 2 brons utomhus samt 1 guld inomhus (77)
- Svenskt rekord 21,33 m